# Leichtathletik-Europameisterschaften 2012/100 m Hürden der Frauen

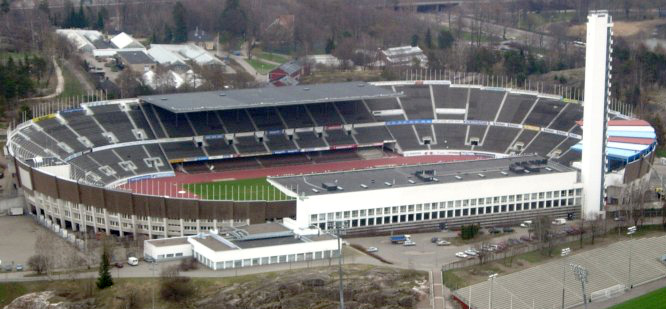
Das Olympiastadion Olympiastadion Helsinki im Jahr 2005

Der 100-Meter-Hürdenlauf der Frauen bei den Leichtathletik-Europameisterschaften 2012 wurde am 29. und 30. Juni 2012 im Olympiastadion der finnischen Hauptstadt Helsinki ausgetragen.
In diesem Wettbewerb errangen die Läuferinnen aus Belarus einen Doppelsieg. Europameisterin wurde Alina Talaj. Den zweiten Platz belegte Kazjaryna Paplauskaja. Bronze ging an die Österreicherin Beate Schrott.

## Bestehende Rekorde
| Weltrekord           | 12,21 s | Jordanka Donkowa | Stara Sagora, Bulgarien      | 20. August 1988 |
| Europarekord         | 12,21 s | Jordanka Donkowa | Stara Sagora, Bulgarien      | 20. August 1988 |
| Meisterschaftsrekord | 12,38 s | Jordanka Donkowa | EM Stuttgart, BR Deutschland | 29. August 1986 |

Der bereits seit 1986 bestehende EM-Rekord wurde bei diesen Europameisterschaften nicht annähernd erreicht. Die schnellste Zeit erzielte die belarussische Europameisterin Alina Tala im Finale mit 12,91 s bei einem Gegenwind von 1,4 m/s, womit sie 53 Hundertstelsekunden über dem Rekord blieb. Zum Welt- und Europarekord fehlten ihr sieben Zehntelsekunden.

## Doping
Es gab auch im Hürdensprint einen Dopingfall. Die türkische Titelverteidigerin Nevin Yanıt, die den Wettbewerb zunächst gewonnen hatte, wurde am 30. Juni 2015 wegen Dopingmissbrauchs nachträglich disqualifiziert und für zwei Jahre gesperrt gesperrt.
Leidtragende waren in erster Linie vier Athletinnen:
- Alina Talaj, Belarus – Sie wurde erst nachträglich zur Europameisterin erklärt.
- Beate Schrott, Österreich – Sie erhielt erst nachträglich ihre Bronzemedaille und konnte nicht an der Siegerehrung teilnehmen.
- Nooralotta Neziri, Finnland – Sie hätte über die Zeitregel am Halbfinale teilnehmen können.
- Eline Berings, Belgien oder Lucie Škrobáková, Tschechien – Eine von ihnen wäre über ihre Zeit zur Finalteilnahme berechtigt gewesen. Beide hatten in verschiedenen Semifinalläufen 13,17 Sekunden erzielt. Die bessere Zeit nach Tausendstelsekunden hätte entschieden.

## Legende
Kurze Übersicht zur Bedeutung der Symbolik – so üblicherweise auch in sonstigen Veröffentlichungen verwendet:
| NU23R | Nationaler U23-Rekord                 |
| DSQ   | disqualifiziert                       |
| DOP   | wegen Dopingvergehens disqualifiziert |
| IWR   | Internationale Wettkampfregeln        |
| TR    | Technische Regeln                     |

## Vorrunde
Die Vorrunde wurde in vier Läufen durchgeführt. Die ersten drei Athletinnen pro Lauf – hellblau unterlegt – sowie die darüber hinaus vier zeitschnellsten Läuferinnen – hellgrün unterlegt – qualifizierten sich für das Halbfinale.

### Vorlauf 1

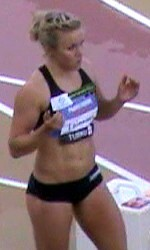
Elisa Leinonen – ausgeschieden als Fünfte ihres Vorlaufs

29. Juni 2012, 9:45 Uhr
Wind: +0,3 m/s
| Platz | Name                  | Nation      | Zeit (s)                            |
| ----- | --------------------- | ----------- | ----------------------------------- |
| 1     | Kazjaryna Paplauskaja | Belarus     | 12,97                               |
| 2     | Micol Cattaneo        | Italien     | 13,07                               |
| 3     | Olga Samilowa         | Russland    | 13,11                               |
| 4     | Nadine Hildebrand     | Deutschland | 13,15                               |
| 5     | Elisa Leinonen        | Finnland    | 13,29                               |
| 6     | Mónica Lopes          | Portugal    | 13,83                               |
| DOP   | Nevin Yanıt           | Türkei      | 12,78 für das Halbfinale zugelassen |

### Vorlauf 2

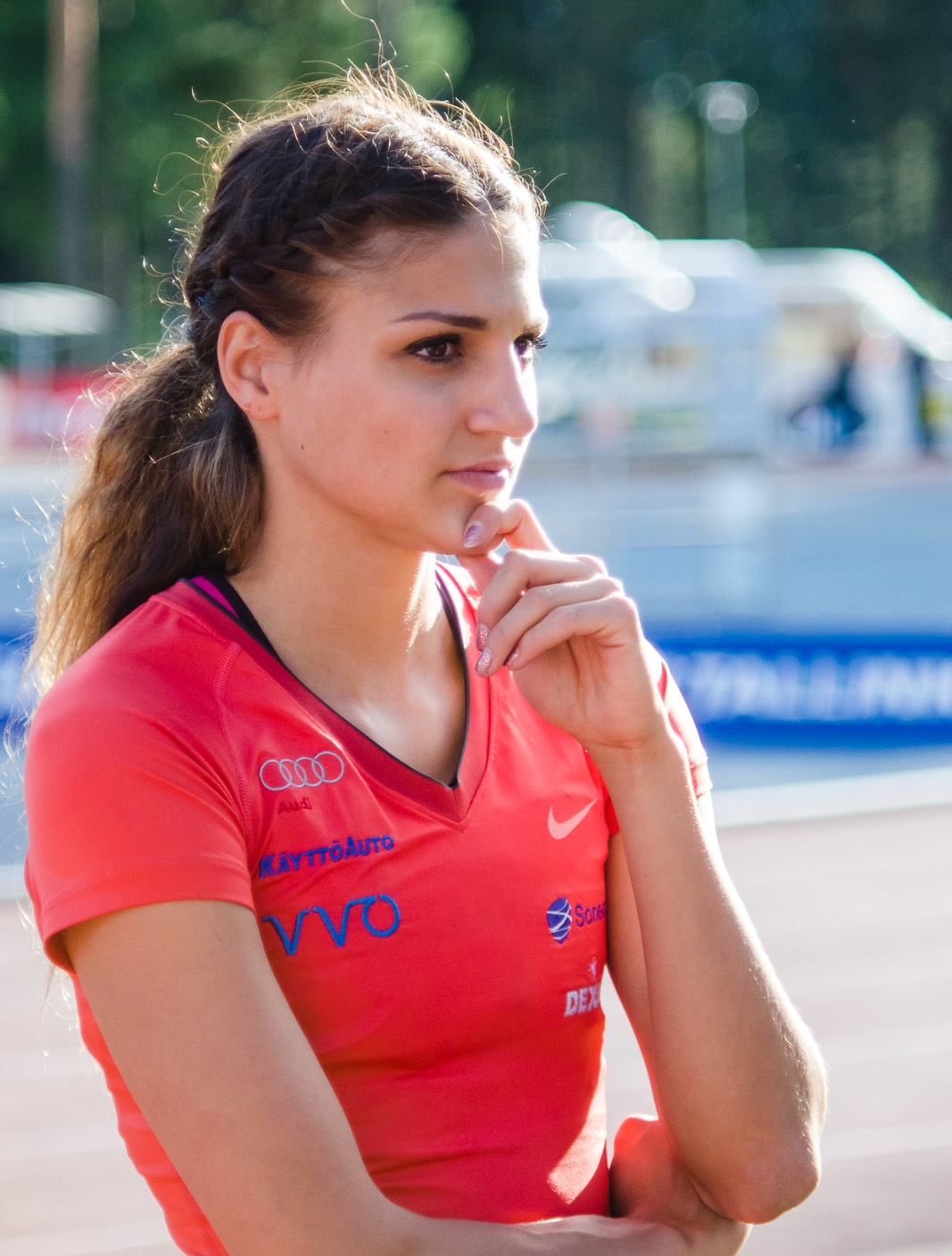
Nooralotta Neziri verpasste das Halbfinale wegen einer verspätet disqualifizierten gedopten Läuferin

29. Juni 2012, 9:53 Uhr
Wind: −0,4 m/s
| Platz | Name                | Nation     | Zeit (s)                                                 |
| ----- | ------------------- | ---------- | -------------------------------------------------------- |
| 1     | Beate Schrott       | Österreich | 12,98                                                    |
| 2     | Julija Kondakowa    | Russland   | 13,11                                                    |
| 3     | Alice Decaux        | Frankreich | 13,13                                                    |
| 4     | Anne Zagré          | Belgien    | 13,14                                                    |
| 5     | Christina Vukicevic | Norwegen   | 13,17                                                    |
| 6     | Nooralotta Neziri   | Finnland   | 13,23 NU23R / eigentlich für das Halbfinale qualifiziert |
| 7     | Viorica Ţigău       | Rumänien   | 13,59                                                    |

### Vorlauf 3

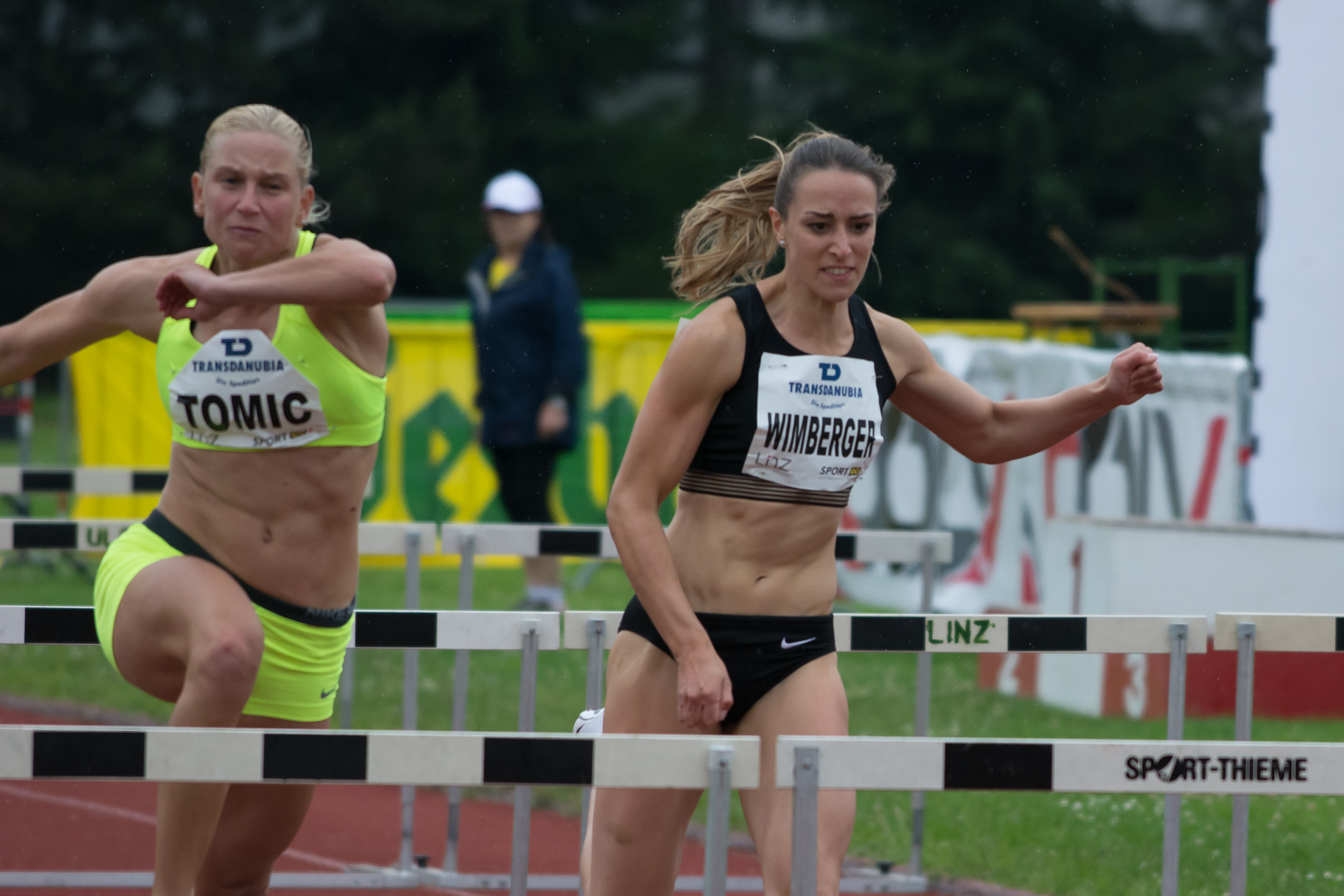
Marina Tomić verfehlte die Halbfinalteilnahme um einen Rang
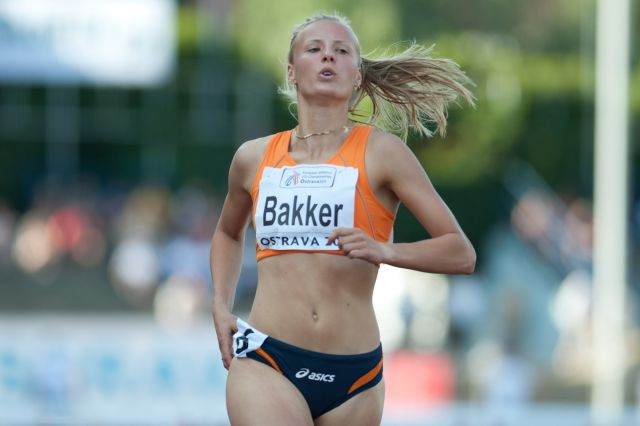
Sharona Bakker schied als Sechste ihres Rennens in der Vorrunde aus

29. Juni 2012, 10:01 Uhr
Wind: −0,8 m/s
| Platz | Name                    | Nation                  | Zeit (s) |
| ----- | ----------------------- | ----------------------- | -------- |
| 1     | Marzia Caravelli        | Italien                 | 13,03    |
| 2     | Eline Berings           | Belgien                 | 13,09    |
| 3     | Aïsseta Diawara Diawara | Frankreich              | 13,10    |
| 4     | Marina Tomić            | Slowenien               | 13,36    |
| 5     | Victoria Schreibeis     | Österreich              | 13,39    |
| 6     | Sharona Bakker          | Niederlande             | 13,59    |
| 7     | Gorana Cvijetić         | Bosnien und Herzegowina | 14,41    |

### Vorlauf 4

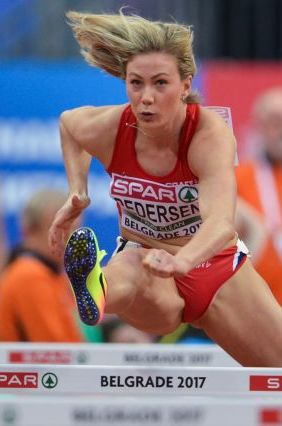
Als Fünfte ihres Vorlaufs erreichte Isabelle Pedersen nicht die nächste Runde
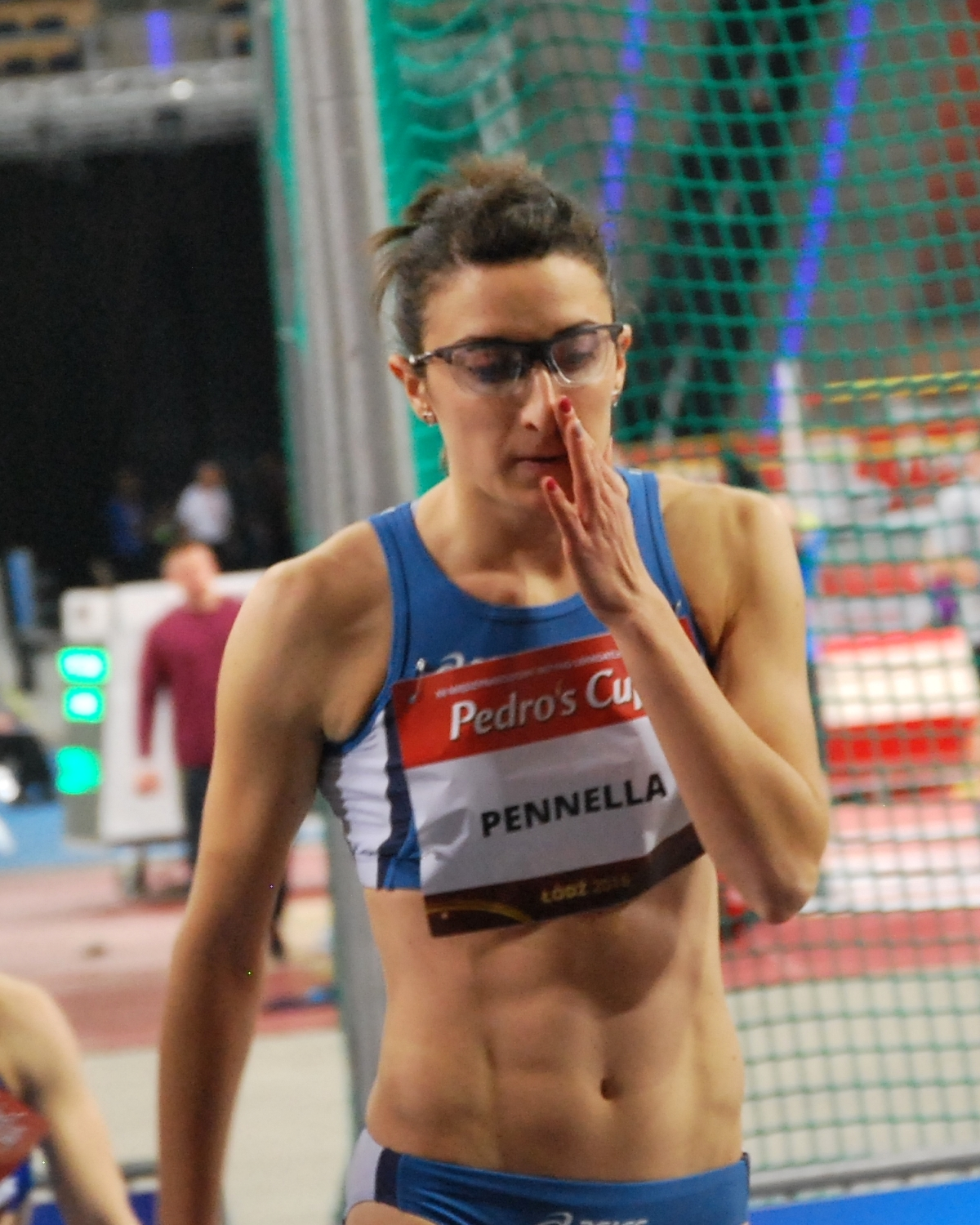
Giulia Pennella wurde Sechste in ihrem Vorlauf und schied damit aus

29. Juni 2012, 10:09 Uhr
Wind: −0,4 m/s
| Platz | Name              | Nation      | Zeit (s) |
| ----- | ----------------- | ----------- | -------- |
| 1     | Alina Talaj       | Belarus     | 12,93    |
| 2     | Cindy Roleder     | Deutschland | 13,12    |
| 3     | Lucie Škrobáková  | Tschechien  | 13,17    |
| 4     | Clélia Reuse      | Schweiz     | 13,25    |
| 5     | Isabelle Pedersen | Norwegen    | 13,38    |
| 6     | Giulia Pennella   | Italien     | 13,43    |
| 7     | Sandra Gomis      | Frankreich  | 13,63    |

## Halbfinale
Aus den beiden Halbfinalläufen qualifizierten sich die jeweils ersten drei Athletinnen – hellblau unterlegt – sowie die darüber hinaus zwei zeitschnellsten Läuferinnen – hellgrün unterlegt – für das Finale.

### Lauf 1
29. Juni 2012, 19:35 Uhr
Wind: −0,1 m/s
| Platz | Name                | Nation      | Zeit (s) | Anmerkung                                                                  |
| ----- | ------------------- | ----------- | -------- | -------------------------------------------------------------------------- |
| 1     | Alina Talaj         | Belarus     | 13,03    |                                                                            |
| 2     | Beate Schrott       | Österreich  | 13,08    |                                                                            |
| 3     | Micol Cattaneo      | Italien     | 13,10    |                                                                            |
| 4     | Eline Berings       | Belgien     | 13,17    | Eline Berings oder Lucie Škrobáková eigentlich für das Finale qualifiziert |
| 5     | Christina Vukicevic | Norwegen    | 13,23    |                                                                            |
| 6     | Julija Kondakowa    | Russland    | 13,32    |                                                                            |
| 7     | Nadine Hildebrand   | Deutschland | 13,52    |                                                                            |
| DSQ   | Aïsseta Diawara     | Frankreich  |          | IWR 162, TR16.6 – Fehlstart                                                |

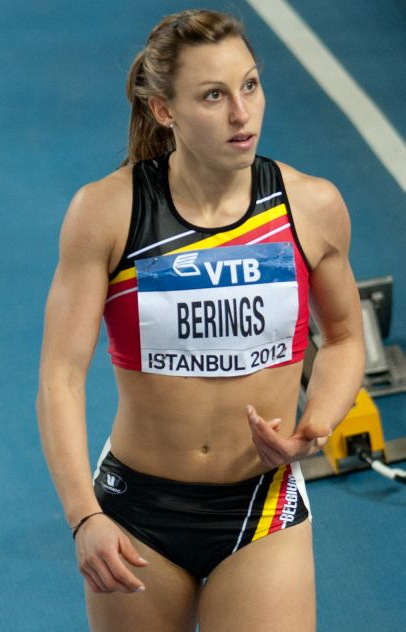
Eline Berings schied im Halbfinale aus, wäre jedoch ohne die Teilnahme einer Dopingbetrügerin über die Zeit evtl. für das Finale qualifiziert gewesen

Weitere im ersten Halbfinale ausgeschiedene Läuferinnen:

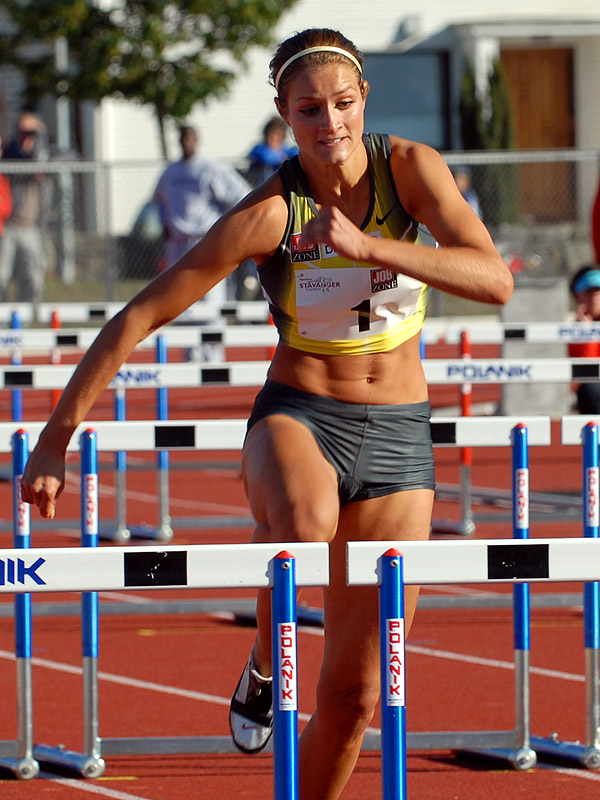
Christina Vukicevics fünfter Rang im ersten Semifinale reichte nicht für die Finalqualifikation
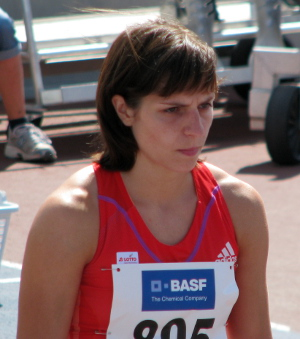
Nadine Hildebrand belegte Rang sieben in ihrem Halbfinallauf und schied damit aus
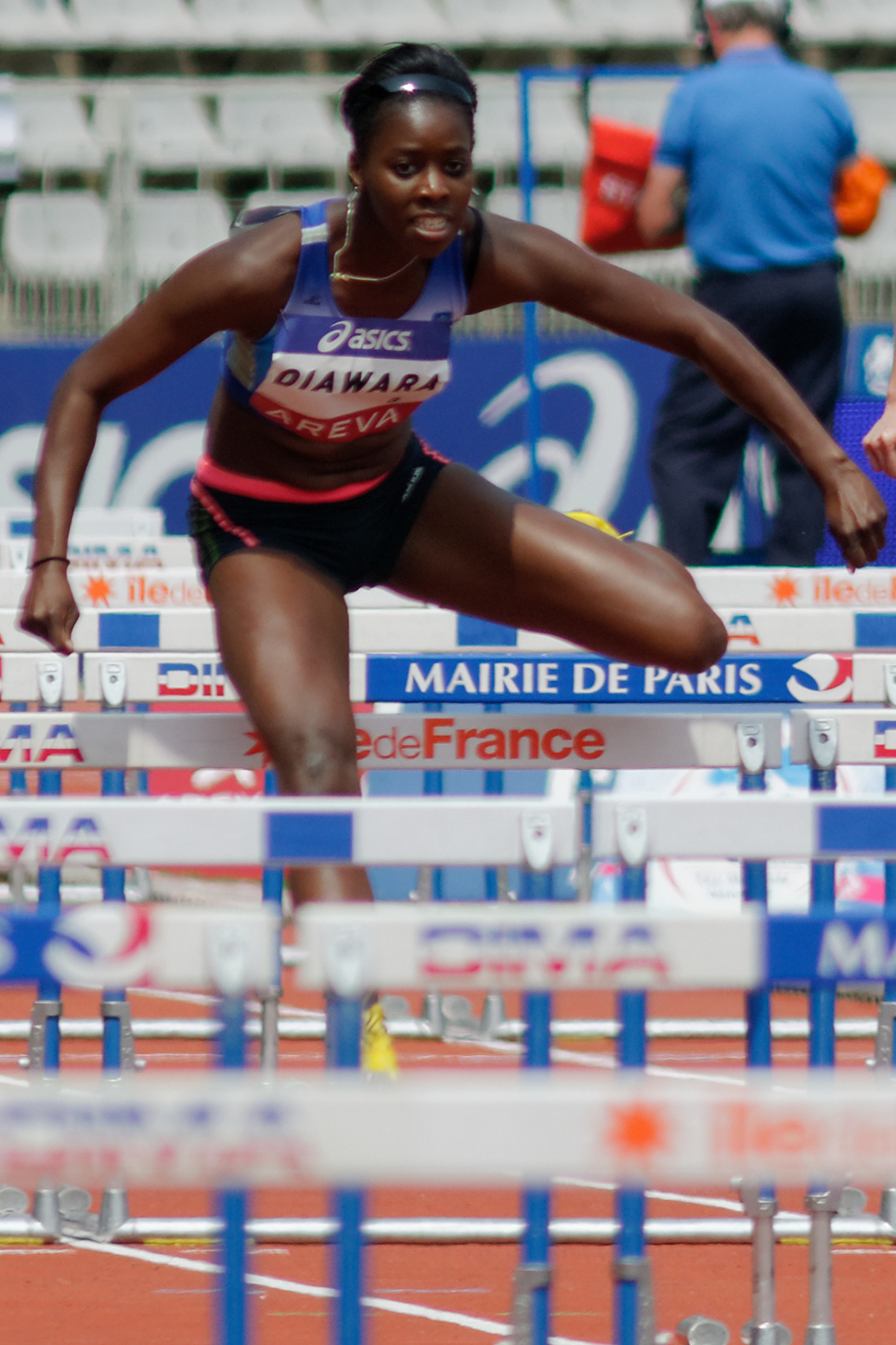
Aïsseta Diawara wurde wegen Fehlstarts disqualifiziert

### Lauf 2

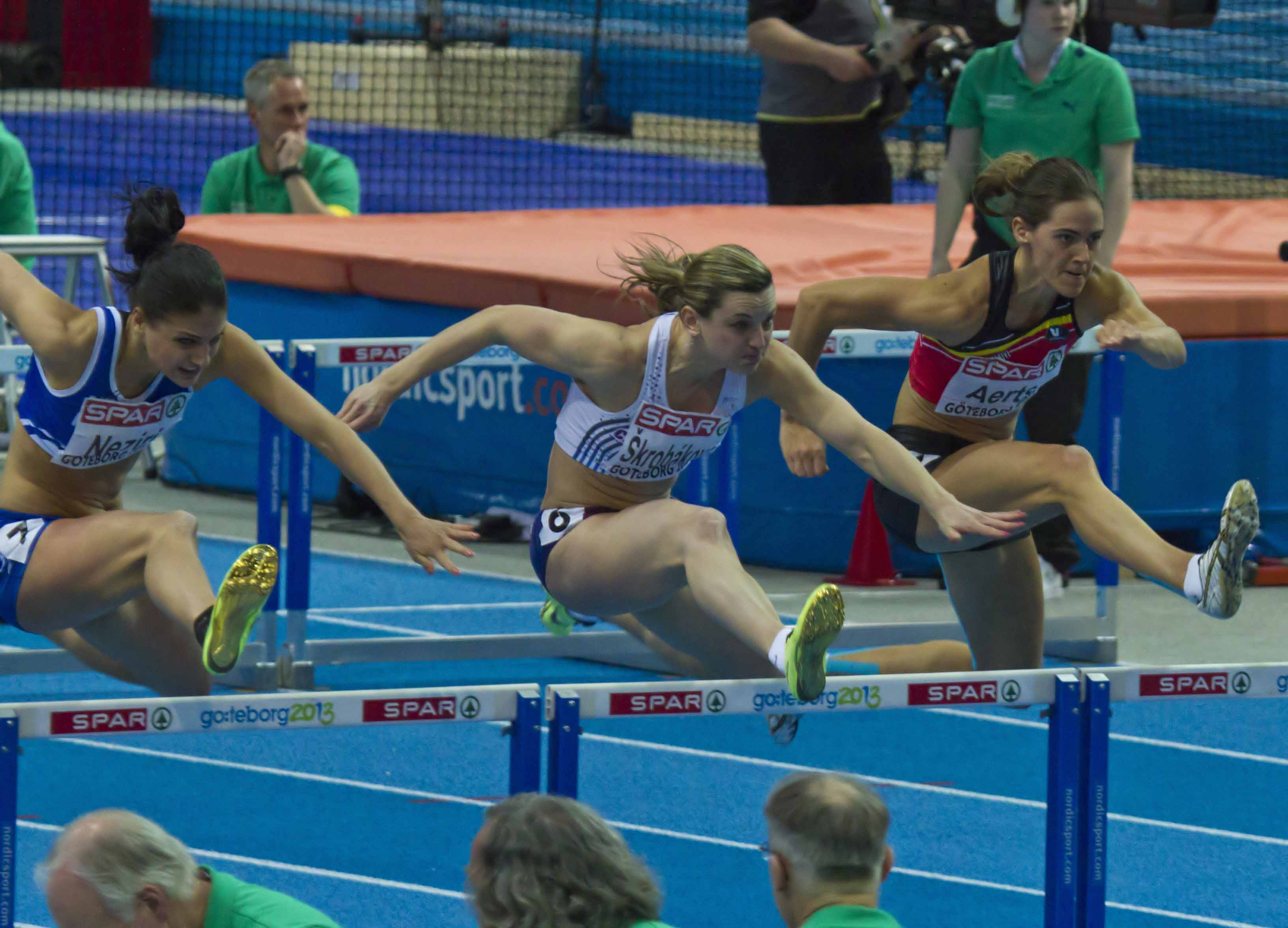
Lucie Škrobáková (Mitte) scheiterte im Halbfinale, wäre jedoch ohne die Teilnahme einer Dopingbetrügerin über die Zeit evtl. für das Finale qualifiziert gewesen
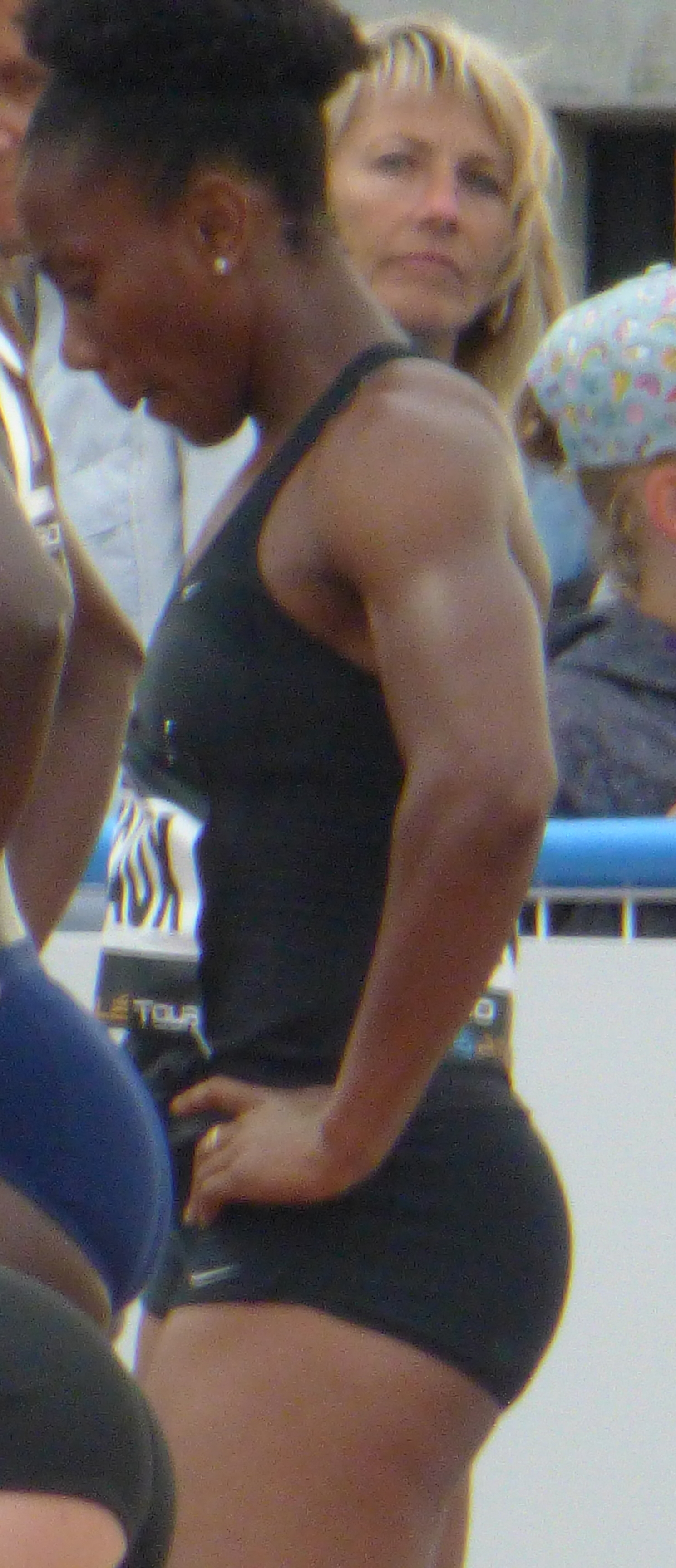
Als Siebte ihres Semifinallaufs erreichte Alice Decaux nicht den Endlauf

29. Juni 2012, 19:43 Uhr
Wind: +0,6 m/s
| Platz | Name                  | Nation      | Zeit (s)                                                                         |
| ----- | --------------------- | ----------- | -------------------------------------------------------------------------------- |
| 1     | Kazjaryna Paplauskaja | Belarus     | 13,03                                                                            |
| 2     | Anne Zagré            | Belgien     | 13,08                                                                            |
| 3     | Cindy Roleder         | Deutschland | 13,13                                                                            |
| 4     | Marzia Caravelli      | Italien     | 13,15                                                                            |
| 5     | Lucie Škrobáková      | Tschechien  | 13,17 Lucie Škrobáková oder Eline Berings eigentlich für das Finale qualifiziert |
| 6     | Olga Samilowa         | Russland    | 13,24                                                                            |
| 7     | Alice Decaux          | Frankreich  | 13,35                                                                            |
| DOP   | Nevin Yanıt           | Türkei      | 12,92 für das Finale zugelassen                                                  |

## Finale

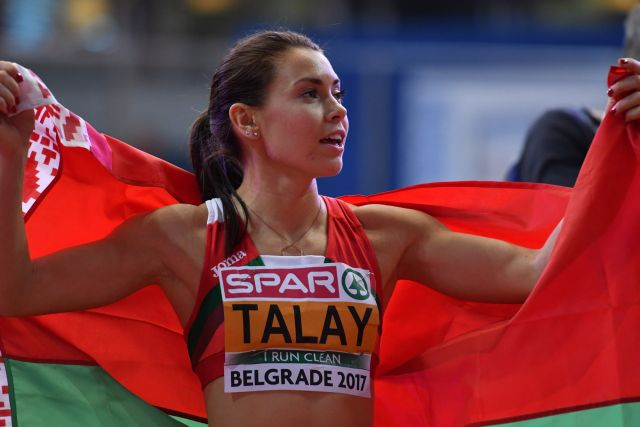
Europameisterin Alina Talaj

30. Juni 2012, 22:35 Uhr
Wind: −1,4 m/s
| Platz | Name                  | Nation      | Zeit (s) |
| ----- | --------------------- | ----------- | -------- |
| 1     | Alina Talaj           | Belarus     | 12,91    |
| 2     | Kazjaryna Paplauskaja | Belarus     | 12,97    |
| 3     | Beate Schrott         | Österreich  | 12,99    |
| 4     | Anne Zagré            | Belgien     | 13,02    |
| 5     | Marzia Caravelli      | Italien     | 13,11    |
| 6     | Cindy Roleder         | Deutschland | 13,11    |
| 7     | Micol Cattaneo        | Italien     | 13,16    |
| DOP   | Nevin Yanıt           | Türkei      | 12,81    |

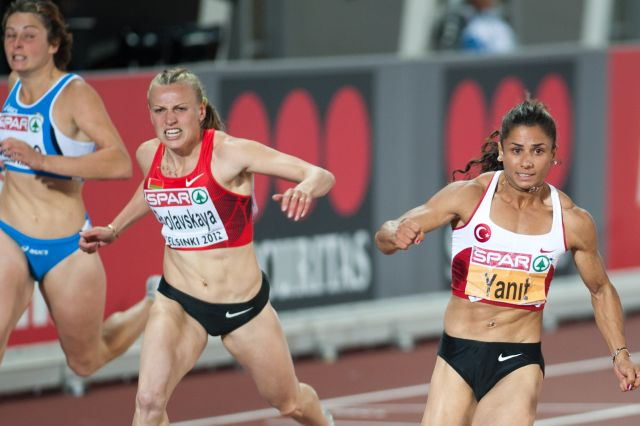
Vizeeuropameisterin Kazjaryna Paplauskaja (Mitte)
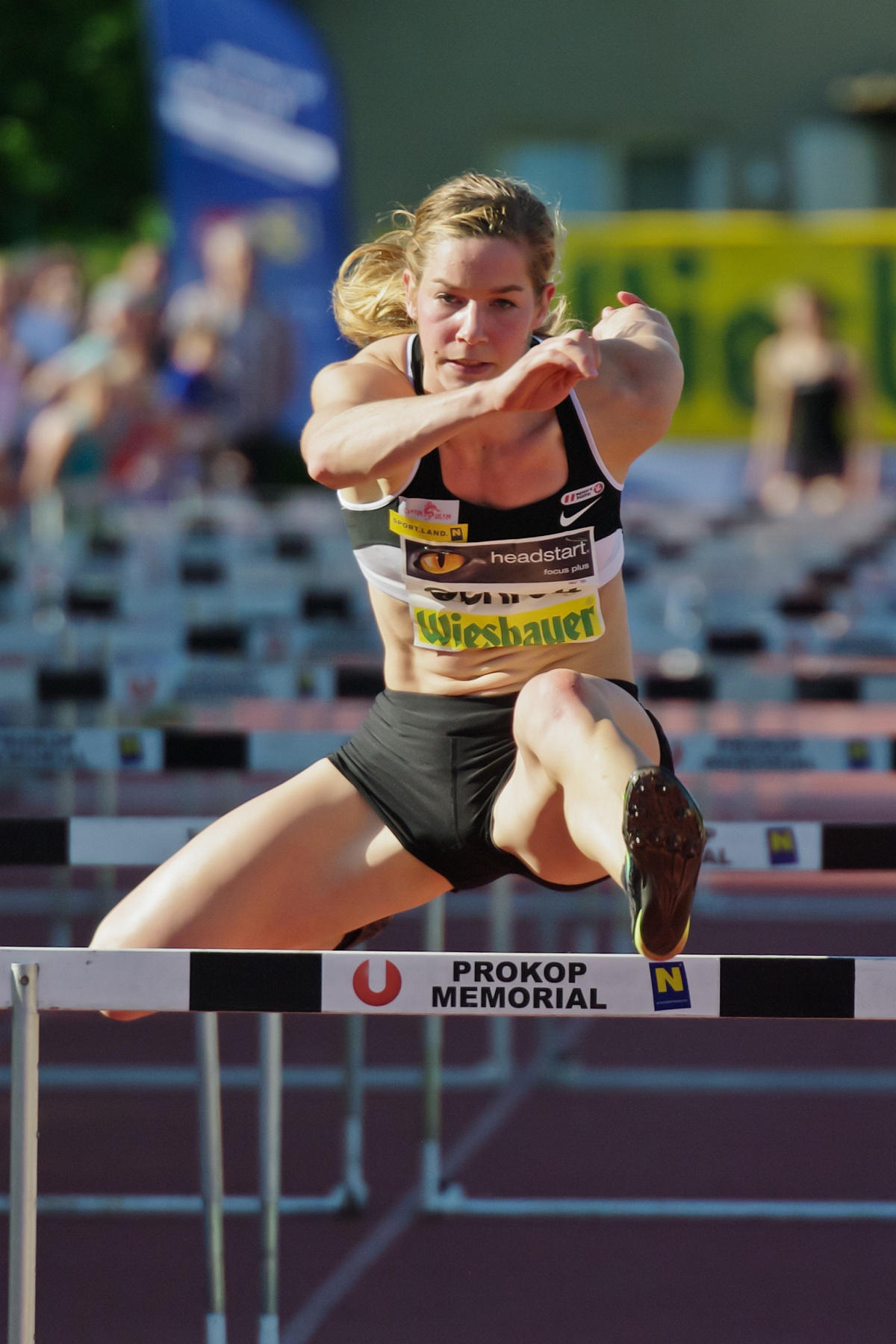
Bronzemedaillengewinnerin Beate Schrott
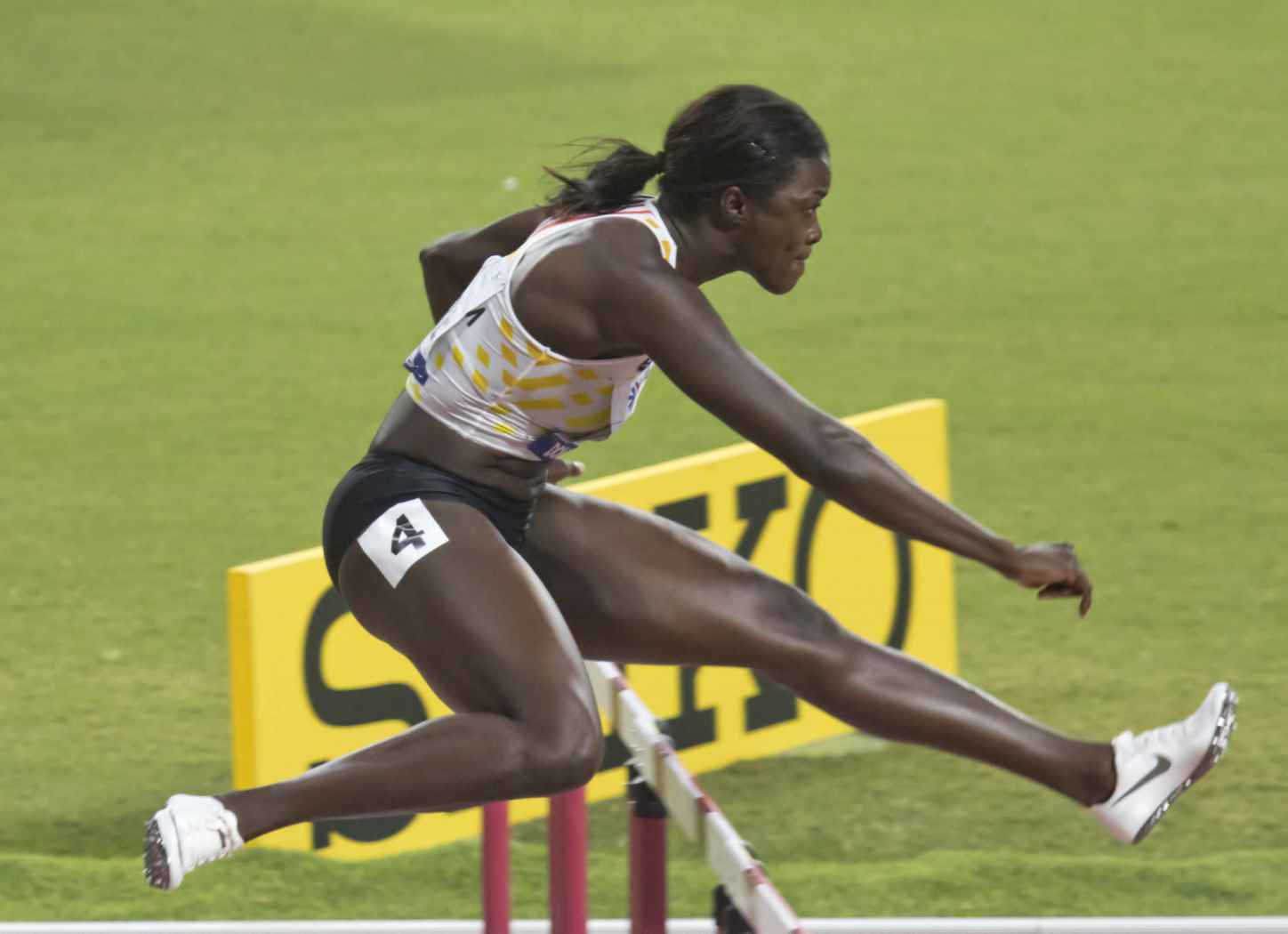
Rang vier für Anne Zagré

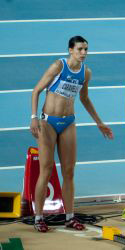
Marzia Caravelli wurde Fünfte
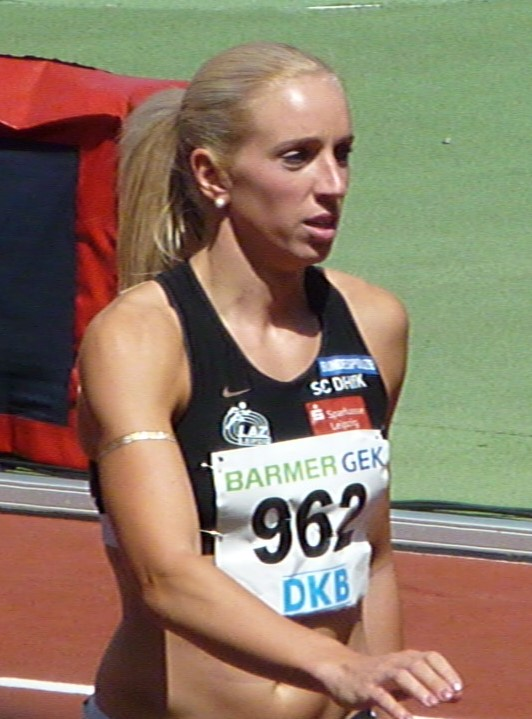
Die sechstplatzierte Cindy Roleder
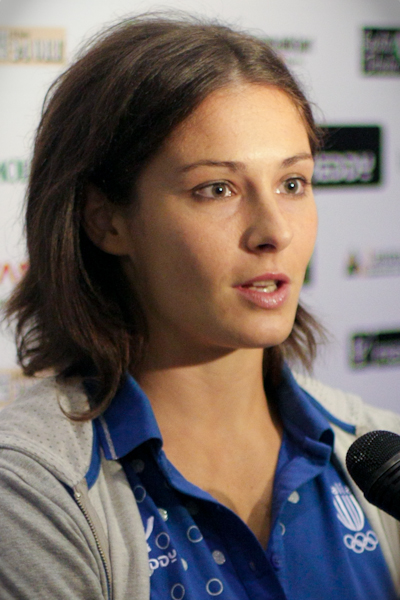
Micol Cattaneo belegte Rang sieben
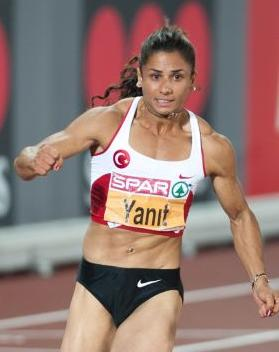
Die zunächst siegreiche Titelverteidigerin Nevin Yanıt wurde wegen ihres Dopingbetrugs nachträglich disqualifiziert

## Videolink
- nevin yanIt helsinki 2012 final 100 m hurdles first place altin english commentary, youtube.com (englisch), abgerufen am 24. Januar 2020